# Solange Berry

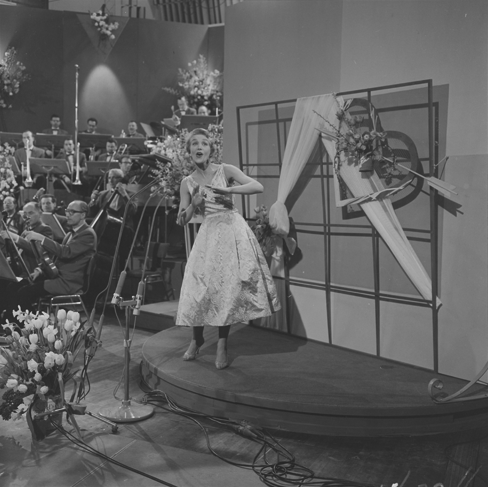
Solange Berry op het Eurovisiesongfestival 1958

Solange Berry (Charleroi 23 november 1932) is een Belgische zangeres. 

## Eurovisiesongfestival 1958
In 1958 vertegenwoordigde Berry Luxemburg op het Eurovisiesongfestival. Ze kreeg voor haar lied Un grand amour maar 1 punt en deelde de laatste plaats met Nederland.

## Eurovisiesongfestival 1960
In 1960 deed Berry een poging opnieuw naar het songfestival te gaan door deel te nemen aan de nationale preselectie van België. Ze deed dit met het liedje On m'attend.
Ze won niet en de resultaten zijn in de loop der jaren verloren gegaan, dus het is niet bekend op welke plaats het liedje is geëindigd.
1956: Michèle Arnaud + Michèle Arnaud · 
1957: Danièle Dupré · 
1958: Solange Berry · 
1960: Camillo Felgen · 
1961: Jean-Claude Pascal · 
1962: Camillo Felgen · 
1963: Nana Mouskouri · 
1964: Hugues Aufray · 
1965: France Gall · 
1966: Michèle Torr · 
1967: Vicky Leandros · 
1968: Chris Baldo & Sophie Garel · 
1969: Romuald · 
1970: David Alexandre Winter · 
1971: Monique Melsen · 
1972: Vicky Leandros · 
1973: Anne-Marie David · 
1974: Ireen Sheer · 
1975: Geraldine · 
1976: Jürgen Marcus · 
1977: Anne-Marie Besse · 
1978: Baccara · 
1979: Jeane Manson · 
1980: Sophie & Magaly · 
1981: Jean-Claude Pascal · 
1982: Svetlana · 
1983: Corinne Hermès · 
1984: Sophie Carle · 
1985: Margo, Franck, Diane, Ireen, Malcolm & Chris · 
1986: Sherisse Laurence · 
1987: Plastic Bertrand · 
1988: Lara Fabian · 
1989: Park Café · 
1990: Céline Carzo · 
1991: Sarah Bray · 
1992: Marion Welter & Kontinent · 
1993: Modern Times · 
2024: Tali · 
2025: Laura Thorn